# Pittsburgh (film)
Pittsburgh – amerykański dramat filmowy z 1942 roku.

## Fabuła
Film opowiada historię Charlesa „Pittsburgha” Markhama, dla którego liczy się tylko sukces. Krzywdzi swoich bliskich, przyjaciół i liczne kochanki, a także łamie dawniej wyznawane zasady moralne. Jest zapatrzony w swój cel, czyli osiągnięcie sukcesu finansowego.
Kiedy zostaje magnatem przemysłu stalowego w Pittsburghu odkrywa, że jest samotny i opuszczony. Pewnego dnia otrzymuje jednak drugą szansę, aby naprawić swoje błędy.

## Ogólne informacje
Film wyreżyserował Lewis Seiler. W głównych rolach obsadzeni zostali Marlena Dietrich, Randolph Scott i John Wayne, w nadziei na powtórzenie sukcesu filmu Zdobywcy wydanego wcześniej w tym samym roku. Jego akcja rozgrywa się w Pittsburghu.

## Obsada
- Marlene Dietrich - Josie 'Hunky' Winters
- Randolph Scott - John 'Cash' Evans
- John Wayne - Charles 'Pittsburgh' Markham / Charles Ellis
- Frank Craven - J. M. 'Doc' Powers
- Louise Allbritton - Shannon Prentiss
- Shemp Howard - Shorty
- Thomas Gomez - Joe Malneck
- Ludwig Stössel - doktor Grazlich
- Samuel S. Hinds - Morgan Prestiss
- Paul Fix - Burnside
- William Haade - Johnny
- Nestor Paiva - Barney